# Edyth Edwards
Edyth Edwards, auch Edith Edwards (* 14. Mai 1898 in Breslau als Edyth Paula Fischer; † 6. März 1956 in West-Berlin) war eine deutsche Film- und Bühnenschauspielerin.

## Leben
Edwards konnte 1924 am Renaissance-Theater in Charlottenburg erfolgreich debütieren. 1926 wurde sie Mitglied des Ensembles vom Komödienhaus am Schiffbauerdamm. Von 1932 bis 1934 trat sie am Deutschen Künstlertheater in der Nürnberger Straße auf. Danach wirkte Edwards von 1936 bis 1944 an der Volksbühne (Berlin) und am Theater der Jugend in (Wien).
Die Schauspielerin überzeugte auch nach dem Zweiten Weltkrieg in Jean Giraudoux’ Stück Der trojanische Krieg findet nicht statt (UA am 18. April 1947, Hebbel-Theater) und in Minna von Barnhelm von Gotthold Ephraim Lessing (4. März 1948, Schloßparktheater).
Sie galt vor allem zwischen den beiden Weltkriegen als eine der begabtesten Bühnenschauspielerinnen in Berlin. Sie glänzte in Rollen sowohl der klassischen Theaterliteratur als auch der Moderne auf vielen Bühnen Berlins; darunter das Theater an der Königgrätzer Straße unter Victor Barnowsky und unter Max Reinhardt am Staatstheater.

## Tod und Grabstätte

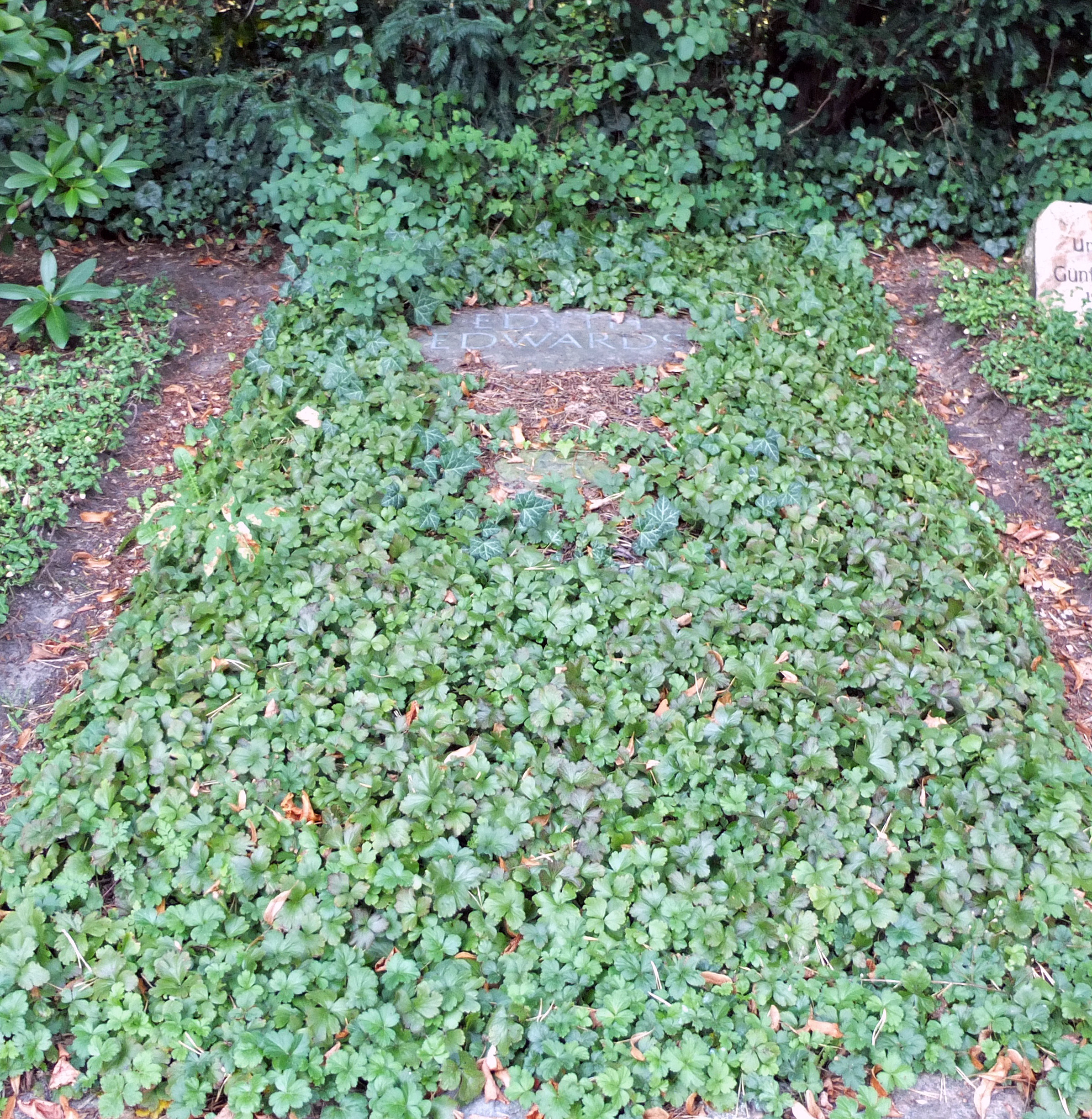
Grab von Edyth Edwards auf dem Friedhof Heerstraße in Berlin-Westend

Knapp sechs Wochen vor ihrem 58. Geburtstag starb Edyth Edwards am 6. März 1956 nach jahrelangem, schwerem Herzleiden in einem Berliner Krankenhaus.
Ihr Grab liegt auf dem landeseigenen Friedhof Heerstraße in Berlin-Westend (Grablage: 15-164). Die Grabplatte aus griechischem Marmor entstand nach einem Entwurf von Richard Scheibe mit von Johannes Boehland gestalteter Inschrift. In der Mitte der Platte befindet sich ein von Harald Haacke geschaffenes Bronzerelief, das den Leier spielenden Orpheus abbildet.
Die letzte Ruhestätte von Edyth Edwards war von 1987 bis 2009 als Ehrengrab des Landes Berlin gewidmet.

## Filmografie (Auswahl)
- 1923: Seine Frau, die Unbekannte
- 1923: Der verlorene Schuh
- 1924: Mater Dolorosa
- 1925: Pietro, der Korsar
- 1929: Die Frau, nach der man sich sehnt
- 1930: Das gestohlene Gesicht